# فابیو دی سائورو
فابیو دی سائورو (انگلیسی: Fabio Di Sauro؛ زادهٔ ۱۹ دسامبر ۱۹۷۵) بازیکن فوتبال اهل ایتالیا است.
از باشگاه‌هایی که در آن بازی کرده‌است می‌توان به باشگاه فوتبال رجینا، باشگاه فوتبال اینتر میلان، باشگاه فوتبال کوزنتسا کالچو، باشگاه فوتبال کرمونزه، باشگاه فوتبال آنکونا، باشگاه فوتبال رجانا، باشگاه فوتبال بنونتو، باشگاه فوتبال آ.ث. میلان، باشگاه فوتبال آولینو، و باشگاه فوتبال اتلتیکو آرتزو اشاره کرد.